# Lira Luleå BK
Der Lira Bollklubb ist ein schwedischer Fußballverein aus Luleå. Die Mannschaft, die oftmals wegen ihres Heimatortes mit dem Namen Lira Luleå BK bezeichnet wird, spielte mehrere Jahre in der zweithöchsten schwedischen Spielklasse.

## Geschichte
Lira BK gründete sich 1933. Lange Zeit spielte die Mannschaft im unteren Bereich der schwedischen Ligapyramide. Am Ende der Spielzeit 1979 stieg sie in die dritte Liga auf und spielte in der Staffel Division 3 Norra Norrland gegen den Wiederabstieg. Nachdem der Klub in den ersten beiden Spielzeiten jeweils den letzten Nicht-Abstiegsplatz belegt hatte, gelang in der Spielzeit 1982 nur ein Saisonsieg, so dass er gemeinsam mit Kiruna FF und Vändträsks SK in die Viertklassigkeit abstieg.
1986 Opfer eine Ligareform, durch die Lira BK in die Fünftklassigkeit abstieg, kehrte der Klub zur Spielzeit 1993 in die Drittklassigkeit zurück. Nach einem vierten Tabellenplatz in der ersten Spielzeit dominierte die Mannschaft in der folgenden Saison die Staffel. Mit 14 Siegen aus 22 Saisonspielen erreichte der Klub mit zwölf Punkten Vorsprung auf Gållivare SK als Tabellenführer erstmals die zweite Liga. Dort war die Mannschaft nahezu chancenlos und stieg als Tabellenletzte gemeinsam mit Assyriska Föreningen und Väsby IK direkt wieder ab. Als Absteiger dominierte der Klub wiederum seine Drittligastaffel und wurde mit deutlichem Vorsprung auf Piteå IF und Ope IF abermals Staffelsieger.
In der zweiten Liga belegte Lira BK einen Relegationsplatz. In der ersten Runde der Relegationsspiele setzte sich die Mannschaft gegen Skellefteå AIK durch, verpasste jedoch in der zweiten Runde gegen IF Sylvia den Klassenerhalt.  Vor Östersunds FK und Selånger FK stieg sie direkt wieder auf, verpasste aber auch im dritten Anlauf den Klassenerhalt und stieg aufgrund der Einführung der Superettan als landesweit einheitlicher zweiten Liga gemeinsam mit Degerfors IF, IF Brommapojkarna, Nacka FF, IK Sirius und Spårvägens FF in die dritte Liga ab.
Nachdem bereits in den Vorjahren in Luleå Diskussionen um die Schaffung eines schlagkräftigen Vereins aus den verschiedenen existierenden Klubs aufgekommen waren, gründete sich 2000 der Luleå FF. Als im Ligasystem höchstplatzierte Mannschaft übergab Lira BK seinen Ligaplatz in der dritten Liga an den neu entstandenen Klub und trat selber als Farmteam des Klubs niederklassig an. 2006 erreichte die Mannschaft die sechste Liga und löste daraufhin die Verbindung, stieg aber nach zwei Spielzeiten wieder ab. Zur Spielzeit 2010 kehrte der Klub aufs sechste Spielniveau zurück, wo er 2020 vom COVID-19-Pandemie-bedingten vorzeitigen Abbruch der Spielzeit profitierte und in die fünftklassige Division 3 Norra Norrland aufrückte. Dort wurde die Mannschaft hinter Kiruna FF Vizemeister, der dominierende Konkurrent – 19 Saisonsiege in 20 Saisonspielen – hatte jedoch am Saisonende 21 Punkte Vorsprung.